# Monteagudo de las Vicarías
Pour les articles homonymes, voir Monteagudo.
Monteagudo de las Vicarías est une commune espagnole de la province de Soria en Castille-et-León.